# Puntate di Techetechete' (quarta stagione)
La quarta stagione del programma televisivo italiano di videoframmenti Techetechete', denominata Con tutti i sentimenti e composta da 84 puntate, è andata in onda in access prime time su Rai 1 dal 7 giugno al 5 settembre 2015.

## Caratteristiche
La quarta stagione, partita ufficialmente il 7 giugno 2015, ebbe una speciale anteprima il 31 maggio 2015 dal titolo Da Da Da aspettando Techetechete', in cui vengono presentate le novità del programma. Infatti, questa stagione vede diversi e nuovi innesti: ogni puntata è introdotta e commentata da un personaggio televisivo sempre diverso, che compare quattro volte per recitare altrettanti testi scritti da Pasquale Panella incentrati sul tema della puntata. Inoltre, la celebrità ha anche il compito di svelare l'ospite d'onore presente alla fine dell'anteprima, similmente a quanto fatto nella terza stagione.
In coda poi viene proposto un brano preso dall'Hit Parade di 60 anni di canzoni e "techetechizzato" sostituendo tutte le parole del testo con un unico vocabolo, il nome della trasmissione, cantato da Marco Armani. Le puntate dal titolo Riecco a voi sono dedicate a tre personaggi dello spettacolo (nonché repliche della prima stagione) e vanno solitamente in onda il sabato e la domenica.

## Puntate
| Puntata | Messa in onda | Titolo                           | Narratore              | Telespettatori | Share  |
| ------- | ------------- | -------------------------------- | ---------------------- | -------------- | ------ |
| 1       | 7 giugno      | Vietato ai maggiori              | Claudio Lippi          | 3.300.000      | 15,16% |
| 2       | 8 giugno      | Quasi per sempre                 | Maurizio Battista      | 4.218.000      | 17,36% |
| 3       | 9 giugno      | Fotomodelle                      | Alba Parietti          | 3.904.000      | 16,05% |
| 4       | 10 giugno     | Grandi illusioni                 | Tullio Solenghi        | 3.763.000      | 16,18% |
| 5       | 11 giugno     | Allegre istituzioni              | Carmen Lasorella       | 3.808.000      | 16,08% |
| 6       | 14 giugno     | Riecco a voi                     | Cristiano Malgioglio   | 3.676.000      | 16,92% |
| 7       | 15 giugno     | Signore e signori...             | Milly Carlucci         | 4.479.000      | 18,57% |
| 8       | 17 giugno     | Contravvenzioni                  | Massimiliano Pani      | 4.069.000      | 16,69% |
| 9       | 18 giugno     | Buon appetito                    | Gene Gnocchi           | 3.531.000      | 15,31% |
| 10      | 19 giugno     | Spazio alla scienza              | Lando Buzzanca         | 3.613.000      | 16,46% |
| 11      | 20 giugno     | La voce in persona               | Remo Girone            | 3.767.000      | 19,54% |
| 12      | 22 giugno     | Ci credi o no?                   | Silvan                 | 4.106.000      | 17,63% |
| 13      | 23 giugno     | Roma capoccia                    | Gigi Proietti          | 4.086.000      | 17,30% |
| 14      | 25 giugno     | Medicina Techetè                 | Pippo Franco           | 3.623.000      | 16,09% |
| 15      | 26 giugno     | Questo mondo e quell'altro       | Flavio Insinna         | 3.457.000      | 16,32% |
| 16      | 27 giugno     | Riecco a voi                     | Amadeus                | 3.744.000      | 20,85% |
| 17      | 28 giugno     | Riecco a voi                     | Laura Chimenti         | 3.586.000      | 18,57% |
| 18      | 30 giugno     | Tutti i gusti                    | Mauro Coruzzi          | 3.780.000      | 17,28% |
| 19      | 1º luglio     | Sereno invariabile               | Anna Tatangelo         | 3.824.000      | 18,10% |
| 20      | 2 luglio      | Oltreoceano                      | Franco Di Mare         | 3.312.000      | 16,25% |
| 21      | 3 luglio      | Techecomunicazioni               | Maria Concetta Mattei  | 3.380.000      | 17,10% |
| 22      | 4 luglio      | Riecco a voi                     | Nino Benvenuti         | 3.407.000      | 21,18% |
| 23      | 5 luglio      | Riecco a voi                     | Alberto Matano         | 3.114.000      | 17,01% |
| 24      | 6 luglio      | Fusi e confusi                   | Amanda Lear            | 3.664.000      | 17,82% |
| 25      | 7 luglio      | Natura umana                     | Fabio Fazio            | 3.418.000      | 17,16% |
| 26      | 8 luglio      | Festa in testa                   | Giancarlo Magalli      | 3.220.000      | 16,50% |
| 27      | 9 luglio      | Tutto può succedere              | Francesca Reggiani     | 3.149.000      | 16,57% |
| 28      | 10 luglio     | Ombre e luci                     | Paola Perego           | 3.082.000      | 16,85% |
| 29      | 11 luglio     | Riecco a voi                     | Enzo Decaro            | 3.253.000      | 21,39% |
| 30      | 12 luglio     | Riecco a voi                     | Emma D'Aquino          | 3.212.000      | 18,94% |
| 31      | 13 luglio     | È lotta la vita                  | Bruno Pizzul           | 3.377.000      | 17,17% |
| 32      | 14 luglio     | Impera l'arte                    | Simone Cristicchi      | 3.575.000      | 18,00% |
| 33      | 15 luglio     | In tavola                        | Serena Autieri         | 3.192.000      | 16,86% |
| 34      | 16 luglio     | TecheBella vista                 | Carlo Conti            | 3.081.000      | 16,96% |
| 35      | 17 luglio     | Segni di vita                    | Pupo                   | 3.019.000      | 16,68% |
| 36      | 18 luglio     | Riecco a voi                     | Michele Cucuzza        | 3.089.000      | 20,55% |
| 37      | 19 luglio     | Riecco a voi                     | Livia Azzariti         | 3.393.000      | 20,81% |
| 38      | 20 luglio     | RaItalia                         | Pippo Baudo            | 3.789.000      | 20,14% |
| 39      | 21 luglio     | Appassionatamente                | Marco Mazzocchi        | 3.526.000      | 18,89% |
| 40      | 22 luglio     | Vite colorate e colorite         | Antonella Clerici      | 3.227.000      | 17,47% |
| 41      | 23 luglio     | Parole in gioco                  | Fabrizio Frizzi        | 3.487.000      | 18,47% |
| 42      | 24 luglio     | Cari angeli                      | Massimo Lopez          | 3.372.000      | 18,20% |
| 43      | 25 luglio     | Riecco a voi                     | Bianca Guaccero        | 3.121.000      | 20,39% |
| 44      | 26 luglio     | Riecco a voi                     | Federica Sciarelli     | 3.424.000      | 20,50% |
| 45      | 27 luglio     | Quiz e vizi                      | Lorella Cuccarini      | 3.909.000      | 19,92% |
| 46      | 28 luglio     | Inventare realtà                 | Enrico Montesano       | 3.759.000      | 19,37% |
| 47      | 29 luglio     | Giocarsi la vita                 | Francesco Facchinetti  | 3.576.000      | 18,91% |
| 48      | 30 luglio     | In cielo e in terra              | Massimo Giletti        | 3.412.000      | 17,67% |
| 49      | 31 luglio     | Figurine e belle figure          | Maurizio Costanzo      | 3.430.000      | 19,53% |
| 50      | 1º agosto     | Riecco a voi                     | Gigi Marzullo          | 3.459.000      | 21,15% |
| 51      | 2 agosto      | Riecco a voi                     | Dario Laruffa          | 3.209.000      | 19,27% |
| 52      | 3 agosto      | Belle figure                     | Anna Falchi            | 3.939.000      | 20,68% |
| 53      | 4 agosto      | Bellezza coi fiocchi             | Leo Gullotta           | 3.653.000      | 19,30% |
| 54      | 5 agosto      | Fino alle lacrime                | Rodolfo Laganà         | 3.455.000      | 19,22% |
| 55      | 6 agosto      | Con tutti i mezzi                | Jack La Cayenne        | 3.211.000      | 18,30% |
| 56      | 7 agosto      | Napule è                         | Gigi D'Alessio         | 3.248.000      | 19,17% |
| 57      | 8 agosto      | Riecco a voi                     | Pino Insegno           | 3.234.000      | 21,38% |
| 58      | 9 agosto      | Riecco a voi                     | Manuela Moreno         | 3.290.000      | 19,72% |
| 59      | 10 agosto     | Parola mia                       | Mal                    | 3.722.000      | 20,14% |
| 60      | 11 agosto     | Cuor d'oro                       | Paola Tiziana Cruciani | 3.897.000      | 21,25% |
| 61      | 12 agosto     | Produrre riposo                  | Alessandro Greco       | 3.227.000      | 18,30% |
| 62      | 13 agosto     | Stramilano                       | Memo Remigi            | 3.354.000      | 20,53% |
| 63      | 14 agosto     | Riecco a voi                     | Red Canzian            | 3.140.000      | 19,51% |
| 64      | 15 agosto     | Riecco a voi                     | Umberto Broccoli       | 3.105.000      | 21,13% |
| 65      | 16 agosto     | Riecco a voi                     | Attilio Romita         | 3.798.000      | 20,82% |
| 66      | 17 agosto     | I contatti umani                 | Maurizio Micheli       | 3.980.000      | 20,77% |
| 67      | 18 agosto     | Prime e seconde visioni          | Nicola Savino          | 3.560.000      | 18,57% |
| 68      | 19 agosto     | Come siamo fatti                 | Teo Teocoli            | 4.062.000      | 21,09% |
| 69      | 20 agosto     | Balla la vita                    | Tiberio Timperi        | 3.890.000      | 21,17% |
| 70      | 21 agosto     | Riecco a voi                     | Gianni Ippoliti        | 3.779.000      | 20,53% |
| 71      | 22 agosto     | Riecco a voi                     | Stefano D'Orazio       | 3.455.000      | 20,53% |
| 72      | 23 agosto     | Riecco a voi                     | Paolo Belli            | 3.623.000      | 18,23% |
| 73      | 24 agosto     | Turbolenze e stupori             | Gabriele Cirilli       | 4.143.000      | 19,12% |
| 74      | 25 agosto     | Grande Famiglia dello Spettacolo | Maria Giovanna Elmi    | 4.268.000      | 20,22% |
| 75      | 26 agosto     | Dimmi con chi vai                | Max Giusti             | 3.937.000      | 19,05% |
| 76      | 27 agosto     | Vita intera e a porzioni         | Simona Ventura         | 4.013.000      | 19,89% |
| 77      | 28 agosto     | Bei luoghi comuni                | Mariolina Sattanino    | 3.775.000      | 19,71% |
| 78      | 29 agosto     | Riecco a voi                     | Francesco Giorgino     | 3.323.000      | 19,38% |
| 79      | 30 agosto     | Riecco a voi                     | Adele Ammendola        | 3.614.000      | 18,72% |
| 80      | 31 agosto     | C'è di mezzo il mare             | Flavio Montrucchio     | 4.183.000      | 18,97% |
| 81      | 1º settembre  | Il volto & l'animo               | Nino Frassica          | 3.991.000      | 18,32% |
| 82      | 2 settembre   | Essere di casa                   | Veronica Pivetti       | 4.449.000      | 20,11% |
| 83      | 4 settembre   | Riecco a voi                     | Paolo Limiti           | 3.868.000      | 18,48% |
| 84      | 5 settembre   | Riecco a voi                     | Piero Badaloni         | 3.972.000      | 21,35% |